# 赤十字前站
赤十字前站（日语：／ Sekijujimae Eki */?）是位於福井縣福井市西木田，福井鐵道福武線的電車站。車站編號為F18。車站以位於西邊約400米的福井紅十字醫院而命名。雖然福井紅十字醫院早於1925年在現址開設，但站名卻是在2010年才改用。
開站時，本站稱作「福井市站」，1933年改稱為「福井新站」，使用近77年才改用現時名稱。

## 車站構造

### 站房
以水泥為基座、並以鐵皮所搭成的兩層高長形站房一座。全棟為福井鐵道所擁有，曾經作為子公司「福鐵觀光社」的會址，現時已撤出。而作為車站用途，只使用地下前端的部份。進站後即為售票大堂及服務窗口。窗口於早上7時至9時會有職員當值，但不作發售車票功用，左側設有自動售票機，可於指定時間內購票，運作時間以外則需透過車上購票方式處理。開放式剪票口位於右側，晚上時段站房會上鎖，但旁邊則會開設一條通道讓乘客可以通過。
站前設有一座投幣式電話亭。

### 月台
設有1面2線的島式月台。本站設有4條路軌，內側2條路軌供月台使用，外側2線是留置線。站房與月台之間以平交道連接（設有遮斷機），橫越往武生新方向的路軌。
| 月台                      | 路線                   | 上下行 | 方向                                                                 |
| ------------------------- | ---------------------- | ------ | -------------------------------------------------------------------- |
| 福井方向 （車站大樓一方） | ■福武線 （鳳凰田原線） | 下行   | 福井站、田原町、 經越前鐵道■三國蘆原線前往福大前西福井、鷲塚針原方向 |
| 武生方向 （東邊）         | ■福武線 （鳳凰田原線） | 上行   | 武生新方向                                                           |

## 歷史

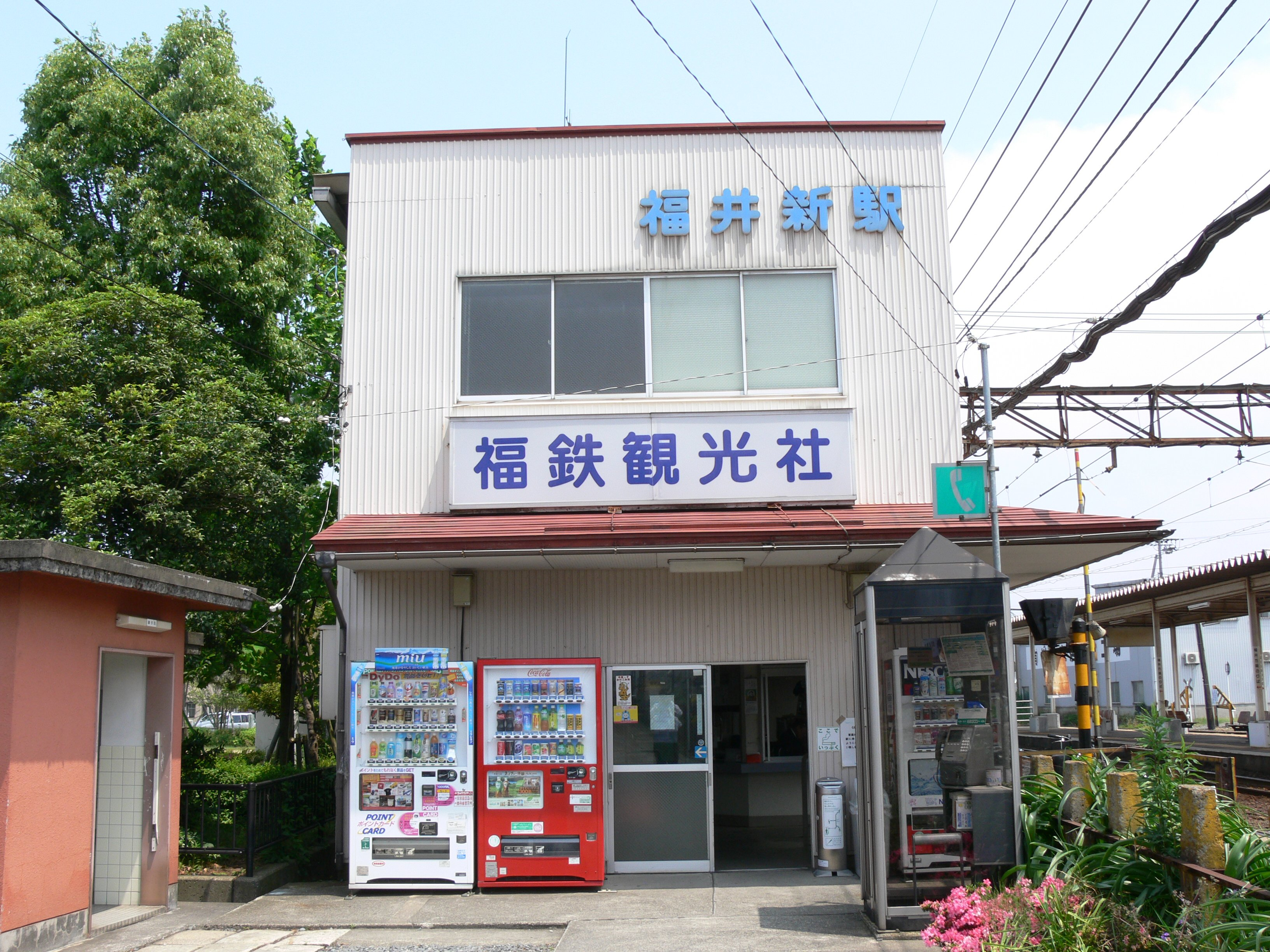
福井新站的時代（2009年6月6日）

- 1925年7月26日：福武電氣鐵道兵營站（現時：神明站）至此站之間開通[2][3]，福井市站啟用[1][2][5][6]。
- 1933年10月15日：車站向南遷移約400米，同時改名為福井新站[5]。同日，敷設了軌道線至福井站前，於舊站附近設有鐵路與軌道的分界[5]。
- 1945年8月1日：福井鐵道成立，成為福井鐵道的車站[5]。
- 1951年12月：大和紡績（日语：大和紡績）福井工場專用線啟用，專用線全長0.6公里（距離此站）[2]。使用日本通運的DL加藤6.5t機車行走。
- 1977年：

- 5月：大和紡績福井工場專用線廢止。
- 6月1日：結束貨物起卸業務。

- 2010年3月25日：站名改為赤十字前站[7][8]。
- 2024年10月11日：可使用ICOCA及全國通用IC卡付款[9][10]。

## 使用狀況
根據國土交通省「國土數值情報」，以下為1日平均上下車人次：
| 上落車人次變化 | 上落車人次變化 |
| 年度           | 1日平均人次    |
| -------------- | -------------- |
| 2011           | 427            |
| 2012           | 436            |
| 2013           | 436            |
| 2014           | 436            |
| 2015           | 459            |
| 2016           | 281            |
| 2017           | 282            |
| 2018           | 292            |
| 2019           | 274            |
| 2020           | 217            |
| 2021           | 196            |
| 2022           | 248            |

## 車站周邊
因為本站周邊為福井市的舊市郊地區，所以設有許多住宅區。東邊設有日本貨物鐵道（JR貨物）北陸本線的南福井站，因此前往東邊的市區需要經過行人隧道。
在1980年代前，站內1號月台南邊設有大和紡織福井工場的專用線。在該專用線向南前進約300米設有路線折返處。整條專用線全長1公里，當中會穿越鳳凰通後才到達工場。在專用線廢止後，現時在住宅區中可看見廢線遺蹟，特別是在路線彎位該段現時變成了停車場，因此可看到當時走線。

## 相鄰車站
福井鐵道
■福武線（市內軌道線）
■急行、■區間急行
貝爾前（F16）－赤十字前（F18）－商工會議所前（F19）
■普通
花堂（F17）－赤十字前（F18）－商工會議所前（F19）

## 外部連結
- 福井鐵道赤十字前站 （页面存档备份，存于）（日語）